# HD 163433
HD 163433，又名CD-3912058，SAO 209524、HR 6683，是一颗恒星，视星等为6.29，位于銀經352.48，銀緯-7.37，其B1900.0坐标为赤經17h 51m 1.8s，赤緯-39° -7.37′ 21″。